# Ahmed III.

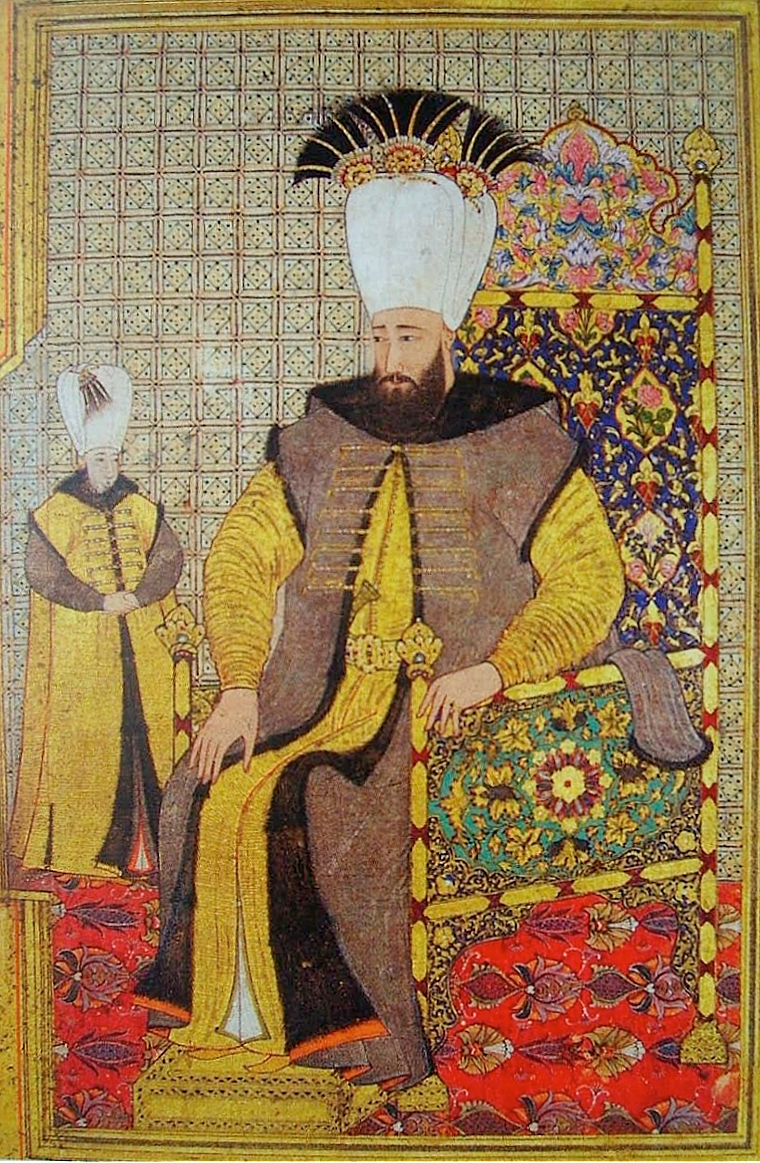
Sultan Ahmed III. mit dem jungen Kronprinzen

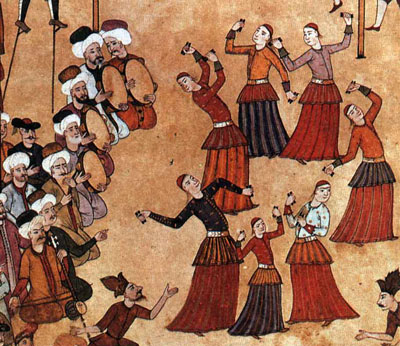
Illustration aus dem Surname-i Vehbi, einem Buch rund um die Feierlichkeiten zur Beschneidung der drei Söhne des Sultans. (18. Jh.)

Ahmed III. (geboren 1673; gestorben 1. Juli 1736 in Istanbul) war von 1703 bis 1730 Sultan des Osmanischen Reiches.

## Leben
Ahmed war ein Sohn Mehmeds IV. und bestieg den Thron 1703, nachdem sein Bruder Mustafa II. abgesetzt worden war. Im Angesicht der drohenden Haltung Russlands baute er die Beziehungen zu Großbritannien aus.
1709 gewährte er Karl XII. von Schweden nach dessen Niederlage bei Poltawa im Osmanischen Reich Zuflucht. Durch Russland zum Krieg gezwungen, kam er einem entscheidenden Sieg gegen den nördlichen Konkurrenten näher als irgendein anderer osmanischer Herrscher vor oder nach ihm, da sein Großwesir Baltaji Mehmed Pascha die russischen Truppen auf ihrem Pruthfeldzug nahe dem Pruth vollständig umstellen konnte (1711). Im Frieden vom Pruth verpflichtete sich Russland zur Rückgabe von Asow an das Osmanische Reich, der Zerstörung mehrerer zuvor gebauter Festungen und zur zukünftigen Nichteinmischung in die Angelegenheit der Polen oder der Kosaken. Die Unzufriedenheit über die Milde dieser Bedingungen war in Konstantinopel so stark, dass es beinahe erneut zum Krieg gekommen wäre.
1715 wurde die Morea auf dem Peloponnes von der Republik Venedig erobert. Österreich verbündete sich mit Venedig und begann Krieg gegen die Osmanen. Die Belagerung der Insel Korfu wurde im Sommer 1716 von Venedig abgewehrt und Belgrad fiel 1717 in die Hände der Habsburger. Durch die Vermittlung Großbritanniens und der Niederlande wurde 1718 der Frieden von Passarowitz (serbisch Požarevac) geschlossen, bei dem das Osmanische Reich die den Venezianern weggenommene Halbinsel Morea behielt, aber das Banat, den Norden Serbiens und die kleine Walachei an Österreich verlor.
Ein Krieg mit Persien endete in einer Katastrophe, die zum Patrona-Halil-Aufstand der Janitscharen führte, die Ahmed im September 1730 absetzten. Er starb 1736 in Gefangenschaft.
Die Epoche von 1703 bis 1730 wurde als Tulpenzeit (Lale devrı) bekannt. Es war eine Zeit kultureller Blüte, besonders der Miniaturmalerei. 1725 erschien ein illustrierter Tulpenkatalog. Im Jahr 1727 erlaubte Ahmed İbrahim Müteferrika die Errichtung einer Druckerpresse mit arabischen Lettern, was bis dahin verboten gewesen war. Ahmet III. besaß Tulpenwiesen auf den Sommerweiden im Spil Dağı oberhalb von Manisa, die allgemein bewundert wurden und importierte Gartentulpen aus Holland.